# Descargamaría
Descargamaría è un comune spagnolo di 274 abitanti situato nella comunità autonoma dell'Estremadura.